# فورست بيركنز
فورست بيركنز (بالإنجليزية: Forrest Perkins)‏ هو مدرب رياضي أمريكي، ولد في 13 نوفمبر 1920، وتوفي في 13 ديسمبر 2014.